# 三潴信三
三潴 信三（みつま しんぞうまたは みずま しんぞう、1879年（明治12年）5月28日 - 1937年（昭和12年）3月27日）は、日本の法学者。専門はドイツ法、民法。東京帝国大学法学部教授などを務めた。

## 経歴
1879年（明治12年）5月28日、東京湯島に生まれる。獨逸学協会中学校、第一高等学校を経て、東京帝国大学法科大学独逸法兼修に入学、1905年（明治38年）7月に卒業した。
東京帝国大学卒業の前から早稲田大学講師としてドイツ語を教え、卒業後の1907年（明治40年）には早稲田大学の派遣でドイツ、イタリアに留学し、民法や法理学を学んだ。1909年（明治42年）に帰国、早稲田大学教授に就任。この時期には複数のドイツ語文法書を出版している。
1912年（大正元年）には東京帝国大学法科大学助教授に就任、1917年（大正6年）に同教授に昇任した。1918年（大正7年）には法学博士の学位を授与された。東京帝国大学では独逸法講座を担任し、ドイツ法の権威として知られた。民法講座も兼担し、多くの民法概説書を著した。また、九州帝国大学法文学部内訌事件で同大学助教授の杉之原舜一が休職となり民法の教員に欠員が出たことから、補充のため1930年（昭和5年）から1933年（昭和8年）まで同教授を兼任した。このほか、東京商科大学でも長らく民法の授業を担当した。
1937年（昭和12年）3月27日、脳溢血のため東京市麻布区の自宅にて東京帝国大学教授在職のまま死去。満57歳没。

## 家族
父は米沢藩出身で医師の三潴謙三。長男は法学者の三潴信吾、次男は経済学者の三潴信邦。次女のゆり子は、東京大学法学部教授でドイツ法講座を信三から継いだ山田晟に嫁した。

## 著作
- 『独逸文法詞学詳論』1904年、哲学書院
- Deutsches Lesebuch, : aus dem Gebiete der Rechts-,Staats-und Wirtschaftslehre für japanische Studenten, 1905, 早稲田大学出版部（藤山治一と共著）
- 『独逸新文典 上・中・下巻』1910年、東海堂（多久安美と共著）
- 『所有権乃至地役権 第1分冊 (註釈民法全書 ; 第4巻)』1911年、三書樓（のち巖松堂）
- 『担保物権法』1915年、有斐閣
- Zivilrechtliche Lesestücke, 1916, 丸善（鳩山秀夫、末弘厳太郎と共著）
- 『物権法提要 第1・2冊』1916・1917年、有斐閣
- 『近世法学通論』1918年、有斐閣
- 『民法総則提要 第1-3冊』1919-1922年、有斐閣
- 『借家法及借地法』1922年、有斐閣
- 『債権法提要 総論 上・下冊』1922・1924年、有斐閣
- 『現代社会問題研究 第15巻　人種問題』1927年、同文館（赤神良譲と共著）
- 『法制経済の話(日本児童文庫 ; 66)』1929年、アルス（太田正孝、下村宏と共著）
- 『契約法講義要領』1932年、有斐閣
- 『独逸法律類語異同弁』1935年、有斐閣